# Mihovil Pušić
Mons. Mihovil Pušić (Vis, 25. kolovoza 1880. − Hvar, 9. svibnja 1972.) bio je hrvatski rimokatolički svećenik. Bio je biskup Hvarsko-bračko-viške biskupije. Bio je veliki zagovornik liturgijskog pokreta u Hrvatskoj, promicatelj liturgijske obnove, veliki borac za oživljenje benediktinskog reda, veliki pokrovitelj orlovskog pokreta, zbog čega je dobio nadimak "orlovski biskup". Zbog zanimanja za orlovski pokret, često se je susretao s bl. Ivanom Merzom, kojeg je cijenio da je pri svakoj posjeti Hvaru bio mu ministrirao na sv. misi.
Biskupsko geslo bilo mu je: Propter Christum usque ad mortem (Za Krista sve do smrti).

## Životopis
Rodio se je 1880. u Visu. 27. srpnja 1903. primio je svećeničke sakramente. Mladu misu održao je na Gospinom svetištu na Trsatu. Poslije je bi župni pomoćnik župniku Luci Papafavi u Supetru, dok on nije postao biskupom, nakon čega Pušić postaje župnik. 21. lipnja 1926. je godine papa Pio XI. imenovao ga na mjesto biskupa Hvarske biskupije. Biskupsko posvećenje vodio je u hvarskoj katedrali 21. rujna 1926. splitsko-makarski biskup Kvirin Klement Bonefačić, a asistirali su mu šibenski biskup Jeronim Marija Mileta i surski biskup Vlaho Barbić. 
Pušić je važio kao biskup Katoličke akcije, po čemu je bio rame uz rame s krčkim biskupom Srebrnićem, sarajevskim nadbiskopom Šarićem i šibenskim biskpom Miletom. Tako je u svojoj biskupiji organizirao društva Katoličke akcije, ponajprije orlovske i djevojačka društva Srca Isusova i Marijina. Osobitu je pozornost pridavao Materinskom društvu koje je osobno vodio, a svakog mjeseca članice okupljao u crkvi koludrica sv. Benedikta. Dobro je shvaćao bitnost orlovskih društava u odgoju mladeži. Stoga je bio pokroviteljem dvaju orlovskih sletova u njegovoj biskupiji: 1927. u Postirama i 1928. u Hvaru, a 1928. u Hvaru je održan đački orlovski tečaj. Pri pastirskim pohodima župama redovno je obilazio orlovska društva. Pušić je vodio šest dijecezanskih Euharistijskih kongresa: u Supetru, Jelsi, Starom Gradu (ugostio i Stepinca), Hvaru, Visu i Komiži. Pod svojim je pokroviteljstvom u Hvaru organizirao prvi liturgijski kongres u Hrvata.
Kad je karađorđevićevski hegemonistički režim Šestosiječanjskom diktaturom 1929. zabranio organizacije Katoličke akcije kao što su Mlad junak i Orlovi, Pušić ih je i nadalje osnivao, samo pod drugim imenom: Križarska bratstva za odrasle i Mali križari za podmladak. Dovodio je akademske predavače koji su predavali teme iz kulture, hrvatske povijesti, socijalne teme. Osnivao je mještanske glazbe, održavao duhovne vježbe. 
Pušić je radio i na nakladničkom polju. Mnogo je napora uložio oko izdavanja liturgijskog časopisa Život s Crkvom. Izdavala ga je Zvijezda mora. Za list je birao najbolje liturgičare, a i sam je radio u njemu. Rat je onemogućio daljnji rad.
Asistirao je 1929. pri posvećenju biskupa Josipa Marije Carevića i 1938. pri posvećenju za biskupa Pavla Butorca. 18. rujna 1938. godine sudjelovao je na velikoj svečanosti posvećenja Gospina prasvetišta u Biskupiji kod Knina. Pušić je vodio misu na starohrvatskom jeziku, crkvu je posvetio šibenski biskup fra Jeronim Mileta, zvona koja su darovali zagrebački nadbiskup Alojzije Stepinac, Kvirin Klement Bonefačić i vrhbosanski nadbiskup Ivan Šarić blagoslovio je banjolučki biskup Josip Garić, a svečanu propovijed držao je Stepinac. 1940. dobio je osobni naslov nadbiskupa. 
Vlasti NDH odlikovale su ga Redom za zasluge. 
Davao je graditi katoličke domove. Za jedan takav u godinama uoči drugog svjetskog rata grad Hvar namjeravao je prodati zemljište u uvali Maloj Garškoj. Mihovil Pušić je u ime Hvarske biskupije javio se na natječaj i otkupio 10.000 metara četvornih. Namjeravao je izgraditi zgradu koja bi bila reprezentativna izgleda, a koja bi bila namijenjena svećeničkim kandidatima ali i starijim svećenicima. Zgrada je napravljena u bračkom kamenu i 1945. je bila pred dovršenjem. Onda su jugokomunističke vlasti oduzele tu imovinu Katoličkoj Crkvi i do danas vlasti nisu vratile tu zgradu. 
29. srpnja 1947. Pušić je s još šestoricom biskupa (splitsko-makarski nadbiskup Kvirin Klement Bonefačić, beogradski nadbiskup Josip Ujčić, kotorski biskup i dubrovački apostolski administrator Pavao Buturac, skopljanski biskup i banjalučki apostolski administrator Smiljan Franjo Čekada, generalni vikar i ljubljanski pomoćni biskup Anton Vovk te lavantinski tj. mariborski pomoćni biskup Maksimilijan Držečnik) sa sastanka u Ljubljani potpisao predstavku koju su uputili Predsjedništvu Savezne vlade FNRJ. Predstavka se je ticala raznih stvari, među ostalim i problema u svezi s vjeronaukom. U predstavci su konstatirali da je "Katolička crkva u Jugoslaviji često lišena mogućnosti da vodi brigu o vjerskom odgoju mladeži, da u državnim školama mnogi nastavnici udaraju na same temelje religije time što svojim učenicima i učenicama nameću materijalističko shvaćanje života, govore protiv Boga te jednostrano prikazuju svjetsku i crkvenu povijest ocrnjujući religiju i Crkvu te se vjeronauk u nekim školama uopće ne predaje, a u nekim uz ograničenja koja mu oduzimaju svaku praktičnu važnost. Tamo gdje svećenici radi malog broja djece ili drugih razloga daju mladeži vjersku poduku u crkvi, vjeronauk se zabranjuje, a svećenici se pozivaju na odgovornost i kažnjavaju." U predstavci su naglasili da su primijetili da se nedjeljom "organiziraju skupni školski izleti, udarnički radovi i javna predavanja s ciljem da se školskoj mladeži onemogući obavljanje vjerskih dužnosti" i upozorili da je broj vjerskih školskih blagdana sveden na minimum.
Od 1948. do 1950. bio je upraviteljem Zadarske nadbiskupije.
Travnja 1949. biskupi Pušić, Bonefačić i Butorac te kaptolski šibenski vikar Rudolf Pian poslali su predstavku Komisiji za vjerske poslove NR Hrvatske. Jugoslavenska je se vojska bila smjestila u crkvenim prostorijama, u Biskupskom sjemeništu u Splitu, zbog čega bogoslovi iz tih krajeva nisu se mogli školovati ondje, nego ići drugamo po državi. U predstavci su zatražili da im vojska ostavi barem dio dvorana i da bogoslovskoj školi omogući racioniranje hrane. Vlasti nisu udovoljile, a 1950. predstavku su ponovili, s time da su ju tog puta uputili Titu i Vladimiru Bakariću.
29. lipnja 1950. Pušić, Bonefačić, Butorac i Pian opet su pisali predstavku predstavku Komisiji za vjerske poslove NR Hrvatske. Ovaj put je bila u svezi s otimačinom crkvenih matičnih knjiga. Samovolja komunističkih vlasti u Hrvatskoj išla je dotle da su Crkvi oduzeli matične knjige, pa čak i one isključivo crkvenog karaktera, a nisu ih vratili. Usporedbe radi, u Srbiji su vlasti ble razumnije po tom pitanju: matične su knjige prepisale i ostavile ih župnim uredima. Zbog nepovoljnog rješenja predstavke, sljedeće godine ta je predstavka pisana i Predsjedništvu Vlade FNRJ i predsjedniku Josipu Brozu.
Biskupi Pušić, Bonefačić, Ćiril Banić i poslije Frane Franić ustrajno su se borili protiv "udruženjaštva", udruživanje katoličkih svećenika u staleška udruženja, koje su jugokomunističke vlasti poticale. Nakon što je Biskupska konferencija 1950. izrekla da se učlanjenje u ta udruženja ne preporučuje, Pušićeva inicijativa se isplatila 1952., kad je Biskupska konferencija zabranila i osudila učlanjenje u ta udruženja (Declaratio de associationibus cleri, izdana potkraj rujna).
Pušić je 1952. bio voditelj posvećenja za nadbiskupa Matu Garkovića i 1955. biskupa Andrije Štambuka. 
Bio je veliki vizionar liturgijske reforme, što se potvrdilo na Drugom vatikanskom saboru. 
Umirovio se je na funkciji nadbiskupa hvarske biskupije 6. lipnja 1970. godine, a istog dana postao je naslovnim biskupom Buxentumske biskupije. Umro je u statusu biskupa emeritusa 1972. godine.

## Vanjske poveznice
- Miho Pušić: U povodu 70 godišnjice rođenja Ivana Merza: Među nama se nalazio sveti čovjek. Izjava hvarskog biskupa Mihe Pušića o sluzi Božjem Ivanu Merzu, Vjesnik Đakovačke biskupije, br. 12/1966, str. 227.